# Храм святителя Павла Исповедника
Церковь Святителя Павла Исповедника — действовавший с 1797 по 1918 год домовый православный храм при Морском кадетском корпусе в Санкт-Петербурге на Николаевской набережной.

## История
Посвящение домового храма в честь Святителя Павла Исповедника при Морском кадетском корпусе связано с тем, что именно в день его литургической памяти 6 ноября 1755 года императрица Елизавета Петровна подписала указ об основании корпуса в Санкт-Петербурге.
Храм, как все здание Морского корпуса, был оформлен архитектором Фёдором Волковым
1797 год — освящен

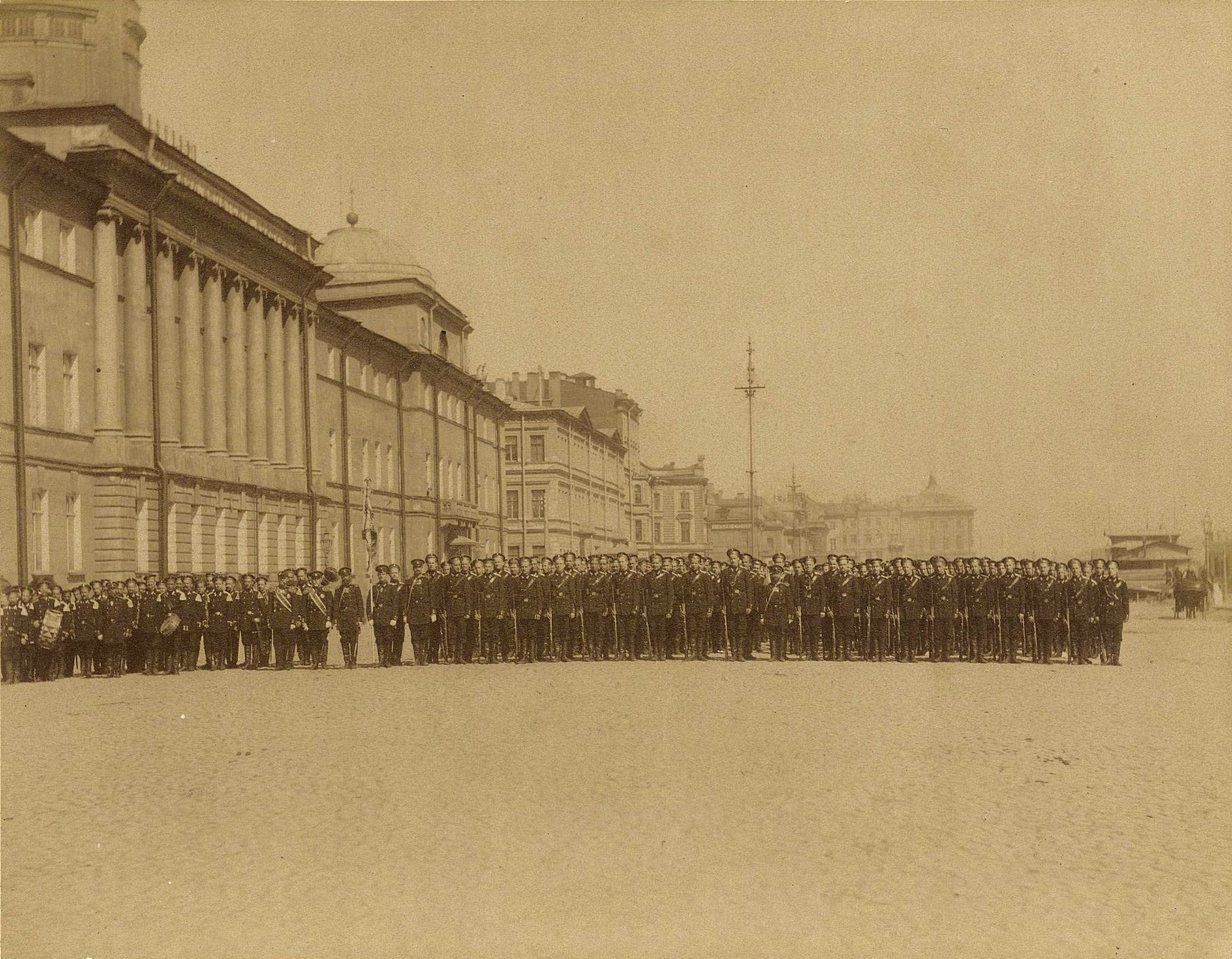
Морской кадетский корпус. Построение на площади перед корпусом. 1900-е гг.

Чин освящения проводил Архиепископ Псковский Иннокентий в присутствии графа Буксевдена и членов Адмиралтейств-коллегии.
Церковь выделялась из всех прочих домовых храмов Петербурга своими размерами. Помимо непосредственно культового назначения, храм являлся своеобразным музеем, в котором хранились наиболее чтимые святыни, реликвии и другие памятные предметы, связанные с православной верой и отечественной историей. Многие из святынь были привезены прославленными флотоводцами и знаменитыми моряками — выпускниками корпуса из различных европейских и азиатских стран, из Палестины и Иерусалима. В парадном зале, расположенном рядом с храмом располагалась картинная галерея с портретами адмиралов флота.

Идешь в уютную церковь, слушаешь трогательную службу, и невольно глаза останавливаются на черных мраморных досках с фамилиями офицеров, погибших во славу Родины… И эти черные доски не только напоминание о смерти но и воспоминание о совершенных подвигах предков…— Оноприенко Н. Рождество Христово в Морском Корпусе: Из былого // Русская мысль, №411, 1952. с. 6
Императрица Анна Иоанновна стала основательницей традиции присылать в престольный праздник кадетам на обед гуся, что сохранялось и при последующих монархах.
До мая 1907 года церковь принадлежала Епархии, передана указом Синода в ведение протопресвитера военного и морского духовенства.
В 1918 году богослужение в храме были прекращены. Само же помещение храма сохранялось до середины 1930-х годов, когда в нём был произведен капитальный ремонт, повлекший за собой абсолютную перестройку.

## Память вРусском зарубежье
Память покровителя храма святого Павла Исповедника сохранялась при возобновлении Морского корпуса в Севастополе при настоятельстве военно-морского священника протоиерея Георгия Спасского, далее в Бизерте, Тунис, при размещении здесь Морского корпуса в составе Русской эскадры, Храм святителя Павла Исповедника (Бизерта).
В Парижском соборе Святого Александра Невского хранится пожертвованная Контр-адмиралом Николаем Машуковым оригинальная икона представляющая несущийся по морским волнам корабль с парусами, на них имеются образы святых покровителей Российского императорского флота: Николай Чудотворец, Андрей Первозванный и Павел Исповедник.